# Krka
Krka, d. d. (произносится Кы́рка) – международная фармацевтическая компания со штаб-квартирой в городе Ново-Место в Словении. В 2023 году общий объем продаж КРКА составил 1,806 млрд. евро. Чистая прибыль компании составила 313,7 млн евро. КРКА продает свою продукцию более чем в 70 странах. В Словении производственные площадки компании расположены в Лочне, Бршлине, Кршко, Шентьернее и Лютомере. Несколько подразделений расположены и в разных частях Любляны. КРКА также имеет производственные и дистрибьюторские центры в России, Польше, Хорватии, Германии, Индии и Китае. На конец 2023 года в КРКА работало 12 753 сотрудника.

## Деятельность и продукция
Деятельность КРКА основана на производстве фармацевтической и химической продукции. Фармацевтические препараты, отпускаемые по рецепту, остаются основной группой продуктов, доля которых в общем объеме продаж КРКА в 2023 году составила 81,7%. За ними по объему продаж следуют безрецептурные препараты (9,9%) и препараты для лечения животных (5,8%).
КРКА производит широкий ассортимент отпускаемых по рецепту лекарственных препаратов, используемых для лечения сердечно-сосудистых заболеваний, заболеваний желудочно-кишечного тракта, заболеваний центральной нервной системы, боли, диабета и образования тромбов. Компания также производит онкологические препараты, препараты для лечения инфекций, заболеваний крови и кроветворных органов, лекарственные средства, предназначенные для лечения заболеваний мочевыводящих путей, а также препараты, применяемые при заболеваниях дыхательной системы.
Продукция КРКА, отпускаемая без рецепта, предназначена для профилактики и лечения заболеваний, не требующих медицинской помощи. Основные группы продукции – средства от кашля и простуды, витамины и минералы, обезболивающие, препараты для лечения заболеваний желудочно-кишечного тракта и нарушений обмена веществ, лекарства от аллергии, а также средства для улучшения памяти и концентрации внимания.
Основная продукция КРКА для ухода за животными предназначена для домашних животных: противопаразитарные, обезболивающие и препараты для лечения инфекций. Компания также производит лекарственные средства для сельскохозяйственных животных.
Направление деятельности КРКА дополняется санаторно-курортными и туристическими услугами дочерней компании «Терме КРКА» (Terme Krka Group). Она объединяет бизнес-подразделения спа-комплексов и отелей Терма Доленьске Топлице, Терма Шмарьешке Топлице, прибрежного центра Талассо Струньян и отелей Оточец. Основным направлением деятельности компании «Терме КРКА» является медицинская реабилитация пациентов, перенёсших заболевания сердечно-сосудистой и дыхательной систем, а также имеющих проблемы с мобильностью.

## Рынки и деловая сеть
КРКА – международная компания, реализующая 94% своей продукции более чем в 70 странах мира. Дочерние компании и представительства представлены на наиболее важных рынках, а производственные базы также расположены в России, Польше, Хорватии, Германии, Индии и Китае.
Крупнейшими рынками сбыта КРКА являются Российская Федерация, Польша и Германия. Регион Восточная Европа является крупнейшим регионом сбыта группы компаний КРКА, на долю которого приходится 33% от общего объема продаж. За ним следует регион Центральная Европа с 22,1% от общего объема продаж, регион Западная Европа с 20,5% от общего объема продаж и регион Юго-Восточная Европа с 14,3% от общего объема продаж. В Словении доля КРКА в общем объеме продаж составила 6,2%. Продукция КРКА также доступна на Ближнем Востоке и в Юго-Восточной Азии, в Африке, в Северной и Южной Америке. На заокеанские рынки региона пришлось 4,2% от общего объема продаж.

## Исследования и разработки
КРКА разрабатывает инновационные дженерики с высокой добавленной стоимостью, используя свой собственный опыт. Компания в первую очередь синтезирует известные действующие вещества с помощью собственных процессов, а затем использует передовые технологии и инновационные решения для разработки и производства своих лекарств. Обширные и сложные технологические, аналитические, доклинические и клинические исследования позволяют КРКА создавать комплексные препараты в инновационных фармацевтических формах. Компания также выпускает комбинированные таблетки, содержащие два или более активных компонента, что позволяет пациентам получать двойную или тройную терапию в одной лекарственной форме.
Технологические решения КРКА в ключевых областях защищены патентами, а ее продукция продается под собственными торговыми марками КРКА.

## Качество
Производство осуществляется в соответствии с международными производственными и фармацевтическими стандартами, охватывающими все этапы: от разработки и производства до контроля качества, гарантии его сохранности, хранения и дистрибуции.
Соответствие этим стандартам подтверждается систематическими проверками регулирующих органов, аудиторскими проверками партнеров и постоянной сертификацией системы менеджмента качества.
Первая система контроля качества КРКА была внедрена при основании компании в 1954 году, когда контрольная лаборатория первоначально занимала площадь всего 12 квадратных метров. По мере развития фармацевтической промышленности усиливалась и нормативная деятельность. Вследствие этого были внедрены надлежащие производственные практики, передовой опыт и дополнительные системы управления качеством. КРКА придерживается нескольких стандартов, включая ISO 9001 (с 1996 года), "Ответственная забота" (с 2000 года), ISO 14001 (с 2001 года), HACCP (с 2004 года), OHSAS 18001 (с 2005 года), ISO/IEC 27001 (с 2007 года), BS 25999 (с 2011 года) и ISO 45001 (с 2020 года).
В 2007 году КРКА модернизировала свою систему менеджмента качества, включив в нее принципы передовой модели Европейского фонда менеджмента качества.
В 2023 году компания получила свой первый рейтинг CSA от S&P Global, который оценил устойчивость ее деятельности (ESG). Помимо этого, КРКА разрабатывает инновационные дженерики с высокой добавленной стоимостью, используя собственный опыт.

## История
КРКА была построена на основе давних традиций аптечного дела в районе города Ново-Место. Первые аптеки начали появляться за монастырскими стенами в этом регионе еще в XII-XIII веках. К XV веку в Ново-Место была основана монастырская аптека. Первая региональная аптека была создана в 1570 году при поддержке региональных властей. Ею руководил Петер Клаус, который работал помощником фармацевта. Эта аптека непрерывно работала в течение 380 лет, пока в 1950 году не была национализирована и переименована в городскую аптеку Ново-Место.
Фармацевтическая лаборатория КРКА была основана в 1954 году по инициативе Бориса Андриянича, который в то время руководил аптекой в городе Ново-Место. Первоначально в ней работало всего девять человек, но уже через два года она превратилась в фармацевтическую фабрику. Хотя первые лекарственные препараты были зарегистрированы на внутреннем рынке, КРКА начала выходить на зарубежные рынки уже в 1960-х годах. За этот период компания пополнила свой ассортимент лицензионными продуктами и к концу 1970-х годов получила первое разрешение от Администрации США по пищевым продуктам и лекарственным веществам (FDA) на производство антибиотиков.
В начале 1980-х годов КРКА переключила свое внимание на разработку собственных дженериковых препаратов с добавленной ценностью. Компания начала расширять свою международную маркетинговую сеть, значительно укрепив свои позиции на европейских рынках. В течение всего этого периода КРКА интенсивно наращивала производственные мощности и инвестировала в исследования и разработки.
В 1985 году заводской совет назначил Милоша Ковачича новым председателем правления КРКА. В 1997 году КРКА стала публичной компанией с ограниченной ответственностью и разместила свои акции на Люблянской фондовой бирже. В 2005 году Йоже Цоларич стал третьим председателем правления и генеральным директором.

## КРКА в России
КРКА является одной из лидирующих дженериковых компаний на российском фармацевтическом рынке.
Россия – одна из 5 стран, в которых КРКА располагает собственным фармацевтическим производством. Это один из ключевых рынков компании КРКА.
История КРКА в России началась в 1960-х, когда первые препараты были импортированы на территорию бывшего СССР. В 1992 было основано Представительство КРКА в России, в штат были приняты первые сотрудники. В 2000 году было зарегистрировано ООО «КРКА ФАРМА» для осуществления дистрибьюторской деятельности. В 2003 году состоялось открытие завода по производству твердых лекарственных форм ООО «КРКА-РУС» в г. Истра Московской области. Деятельность КРКА-РУС соответствует российским и международным фармацевтическим стандартам. Ассортимент включает более 35 наименований лекарственных средств.
Сотрудники компании осуществляют ряд мероприятий по продвижению фармацевтической продукции. Вместе с медицинским сообществом КРКА обеспечивает пациентов по всей России препаратами для лечения широкого спектра заболеваний по таким направлениям как кардиология, гастроэнтерология, неврология, психиатрия, эндокринология, простудные заболевания и др. Кроме этого, на российском рынке доступны ветеринарные препараты для лечения домашних и сельскохозяйственных животных. Всего в России представлено свыше 300 наименований продукции. Благодаря постоянному сотрудничеству с ведущими российскими специалистами в различных областях медицины и ветеринарии, КРКА проводит исследования по эффективности и безопасности своих препаратов. Результаты этих исследований в виде статей, тезисов и докладов представляются на международных конгрессах и конференциях ведущими российскими учеными.
КРКА уделяет особое внимание благотворительным и социальным мероприятиям, направленным на улучшение здоровья и защиту окружающей среды. Сотрудники КРКА в России постоянно участвуют в волонтерских проектах, таких как субботники, донорство крови, помощь детским учреждениям и приютам для животных.
Следуя своей миссии, КРКА в России обеспечивает пациентов широким ассортиментом высококачественной, эффективной и безопасной фармацевтической продукции.